# Anatole Litvak
Anatol Litvak (Kíev, 10 de maig de 1902 - Neuilly-sur-Seine, 15 de desembre de 1974) fou un director de cinema estatunidenc d'origen ucraïnès, que va escriure, dirigir i produir pel·lícules en diversos països i llengües. Va ser nominat per a un Oscar al millor director pel film The Snake Pit (1948).

## Biografia
Va néixer com Mykhailo o Mikhaïl Anatol Litvak al si d'una família jueva a la ciutat de Kíev, aleshores part de l'imperi Rus. D'adolescent, va treballar en un teatre a Sant Petersburg on va prendre classes de teatre a l'escola de teatre de l'Estat. Abans de l'ascens dels nazis, va viure i treballar a Alemanya, on va fer les seves primeres pel·lícules a principis de la dècada de 1930, però aviat va fugir a Anglaterra i França, on va fer diverses pel·lícules d'èxit que el conduïren a acceptar una oferta de contracte d'un estudi de Hollywood. El 1940, la seva pel·lícula All This and Heaven Too va ser nominada per a un premi Oscar a la millor pel·lícula.
Litvak va servir a l'exèrcit dels Estats Units durant la Segona Guerra Mundial i es va unir amb el seu compatriota el director Frank Capra per fer la sèrie de pel·lícules Why We Fight. A causa de la capacitat de Litvak de parlar rus, alemany i francès, va tenir un paper clau com el cap de la divisió de fotografia de l'exèrcit responsable de documentar el dia D del desembarcament de Normandia.
Al final de la guerra, va tornar al cinema i, el 1948, Litvak va ser nominat a l'Oscar com a millor director per The Snake Pit. Aquesta pel·lícula i la seva producció de 1951 Decision Before Dawn van ser nominats a l'Oscar a la millor pel·lícula. Després de mitjans de la dècada de 1950, va començar a filmar a Europa. El film més notable va ser Anastàsia (1956) gravat a París i protagonitzada per Ingrid Bergman, Yul Brynner i Helen Hayes. La pel·lícula va ser una ficció sobre el misteri que envolta la gran duquessa de Rússia, Anastàsia de Rússia. La pel·lícula va gaudir d'un èxit comercial enorme. El 1961, al Festival de Cinema de Cannes el seu film Goodbye Again va ser nominat a la Palma d'Or.

## Filmografia
Filmografia:
- Dolly macht Karriere (1930)
- Nie wieder Liebe (1931)
- Coeur de lilas (1932)
- Sleeping Car (1933)
- L'Équipage (1935)
- Mayerling (1936)
- The Woman I Love (1937)
- Tovarich (1937)
- The Sisters (1938)
- Confessions of a Nazi Spy (1939)
- The Amazing Dr. Clitterhouse (1938)
- Castle on the Hudson (1940)
- City for Conquest (1940)
- All This and Heaven Too (1940)
- Out of the Fog (1941)
- Blues in the Night (1941)
- This Above All (1942)
- Nit eterna (The Long Night) (1947)
- Sorry, Wrong Number (1948)
- The Snake Pit (1948)
- Decision Before Dawn (1951)
- Un acte d'amour (1953)
- The Deep Blue Sea (1955)
- Anastàsia (Anastasia) (1956)
- Mayerling (pel·lícula de 1957) (1957)
- The Journey (1959)
- No em diguis adéu (Goodbye Again) (1961)
- Decisió a mitjanit (Five Miles to Midnight, 1962)
- La nit dels generals (The Night of the Generals, 1967)
- The Lady in the Car With Glasses and a Gun (1970)